# La Méditerranéenne 2016
La Méditerranéenne 2016 va ser la primera edició de la cursa ciclista La Méditerranéenne. Aquesta cursa es disputà en quatre etapes, una d'elles contrarellotge individual, entre l'11 i el 14 de febrer de 2016. Organitzada per l'Olympique Club d'Azur, tenia una categoria 2.1, i formava part de l'UCI Europa Tour 2016.
La cursa va ser guanyada per l'ucraïnès Andrí Hrivko (Astana Qazaqstan Team), gràcies la diferència de temps obtinguda en la victòria en solitari de la tercera etapa i que sabé conservar en l'etapa final. Matthieu Ladagnous (FDJ) acabà en segona posició, a divuit segons de Hrivko; mentre Jan Bakelants, vencedor de la darrera etapa i de la classificació per punts, acabà en tercera posició, a 32 segons del vencedor.

## Equips participants
En aquesta edició hi prenen part 16 equips, 3 equips World Tour, 5 equips continentals professionals i 8 equips continentals.
- equips World Tour: AG2R La Mondiale, Astana Qazaqstan Team, FDJ
- equips continentals professionals: GW Erco Shimano, Bardiani Valvole-CSF Inox, Cofidis, Direct Énergie, Fortuneo-Vital Concept
- equips continentals: Armée de Terre, HP BTP-Auber 93, Delko-Marseille Provence-KTM, Euskadi Basque Country-Murias, Rally Cycling, Roubaix Métropole européenne de Lille, Veranclassic-Ago, Team Vorarlberg

## Etapes
| Etapa    | Data      | Ciutats d'etapa                     | type                      | Distància (km) | Vencedor de l'etapa | Líder de la general |
| -------- | --------- | ----------------------------------- | ------------------------- | -------------- | ------------------- | ------------------- |
| 1a etapa | 11 de feb | Banyoles – Banyoles                 | contrarellotge per equips | 5,5            | FDJ                 | Mathieu Ladagnous   |
| 2a etapa | 12 de feb | Banyuls de la Marenda – Portvendres | etapa plana               | 176,5          | Arnaud Démare       | Arnaud Démare       |
| 3a etapa | 13 de feb | Ca d'Oliva – Pegomaç                | etapa accidentada         | 179,1          | Andrí Hrivko        | Andrí Hrivko        |
| 4a etapa | 14 de feb | Bordighera – Bordighera             | etapa accidentada         | 95,7           | Jan Bakelants       | Andrí Hrivko        |

## Classificació final
|    | Ciclista                 | Equip                        | Temps       |
| -- | ------------------------ | ---------------------------- | ----------- |
| 1  | Andrí Hrivko (UKR)       | Astana Qazaqstan Team        | 11h 21' 27" |
| 2  | Matthieu Ladagnous (FRA) | FDJ                          | + 18"       |
| 3  | Jan Bakelants (BEL)      | AG2R La Mondiale             | + 32"       |
| 4  | Mikael Cherel (FRA)      | AG2R La Mondiale             | + 42"       |
| 5  | Yoann Bagot (FRA)        | Cofidis                      | + 58"       |
| 6  | Florian Vachon (FRA)     | Fortuneo-Vital Concept       | + 1' 03"    |
| 7  | Alexandre Geniez (FRA)   | FDJ                          | + 1' 21"    |
| 8  | Lilian Calmejane (FRA)   | Direct Énergie               | + 1' 26"    |
| 9  | Guillaume Levarlet (FRA) | HP BTP-Auber 93              | + 1' 32"    |
| 10 | Thierry Hupond (FRA)     | Delko-Marseille Provence-KTM | + 1' 40"    |

## Evolució de les classificacions
| Etapa | Vencedor      | Classificació general | Classificació per punts | Classificació de la muntanya | Classificació dels joves | Classificació per equips |
| ----- | ------------- | --------------------- | ----------------------- | ---------------------------- | ------------------------ | ------------------------ |
| 1     | FDJ           | Mathieu Ladagnous     | Eros Capecchi           | Florian Sénéchal             | Marc Sarreau             | FDJ                      |
| 2     | Arnaud Démare | Arnaud Démare         | Arnaud Démare           | Luca Sterbini                | Arnaud Démare            | FDJ                      |
| 3     | Andrí Hrivko  | Andrí Hrivko          | Mathieu Ladagnous       | Rudy Barbier                 | Lilian Calmejane         | AG2R La Mondiale         |
| 4     | Jan Bakelants | Andrí Hrivko          | Jan Bakelants           | Cyril Gautier                | Lilian Calmejane         | AG2R La Mondiale         |
| Final | Final         | Andrí Hrivko          | Jan Bakelants           | Cyril Gautier                | Lilian Calmejane         | AG2R La Mondiale         |